# Marcio Pochmann
Marcio Pochmann (Venâncio Aires, 19 de abril de 1962) é um economista, pesquisador, professor e político brasileiro, atual presidente do Instituto Brasileiro de Geografia e Estatística. Foi presidente da Fundação Perseu Abramo de 2012 a 2020, bem como presidente do Instituto de Pesquisa Econômica Aplicada entre 2007 e 2012 e secretário municipal de São Paulo de 2001 a 2004. Filiado ao Partido dos Trabalhadores (PT), não obteve êxito em suas candidaturas aos cargos de prefeito de Campinas em 2012 e 2016 e de deputado federal em 2018.
Doutor em Ciências Econômicas, Pochmann foi professor titular da Universidade Estadual de Campinas (Unicamp) desde 1989 até sua aposentadoria em 2020. Mesmo após sua aposentadoria, continua na instituição como professor colaborador. Também trabalhou em outras instituições de ensino, como pesquisador em universidades europeias e como consultor. Enquanto escritor, foi autor de dezenas de livros sobre economia, desenvolvimento e políticas públicas. Foi agraciado com o Prêmio Jabuti em 2002.

## Família e educação
Pochmann nasceu em Venâncio Aires, no Rio Grande do Sul, em 1962, sendo filho de Clyde Pochmann e de Lilian Pochmann. É casado com Daisy, com quem teve dois filhos. Em 1984, graduou-se em Economia pela Universidade Federal do Rio Grande do Sul (UFRGS). De 1985 e 1988, cursou pós-graduação em Ciências Políticas no Centro Universitário do Distrito Federal, em Brasília, Distrito Federal.
Em 1993, Pochmann concluiu doutorado em Ciências Econômicas na Universidade Estadual de Campinas (Unicamp), defendendo a dissertação intitulada Políticas do Trabalho e de Garantia de Renda no Capitalismo em Mudança.

## Carreira acadêmica
Enquanto residia na capital federal, Pochmann trabalhou como supervisor no escritório regional do Departamento Intersindical de Estatística e Estudos Socioeconômicos (Dieese) e como docente na Universidade Católica de Brasília. Tendo se mudado para São Paulo em 1989, foi pesquisador do Centro de Estudos Sindicais e de Economia do Trabalho. No mesmo ano, passou a exercer a docência no Instituto de Economia da Unicamp.
Pochmann foi pesquisador visitante em universidades da França, Itália e Inglaterra. Como consultor, trabalhou no Serviço Brasileiro de Apoio às Micro e Pequenas Empresas (Sebrae), na Federação das Indústrias do Estado de São Paulo (Fiesp) e em órgãos das Nações Unidas, incluindo a Organização Internacional do Trabalho (OIT), o Fundo das Nações Unidas para a Infância (Unicef) e a Comissão Econômica para a América Latina e o Caribe (Cepal).

## Cargos públicos e partidários

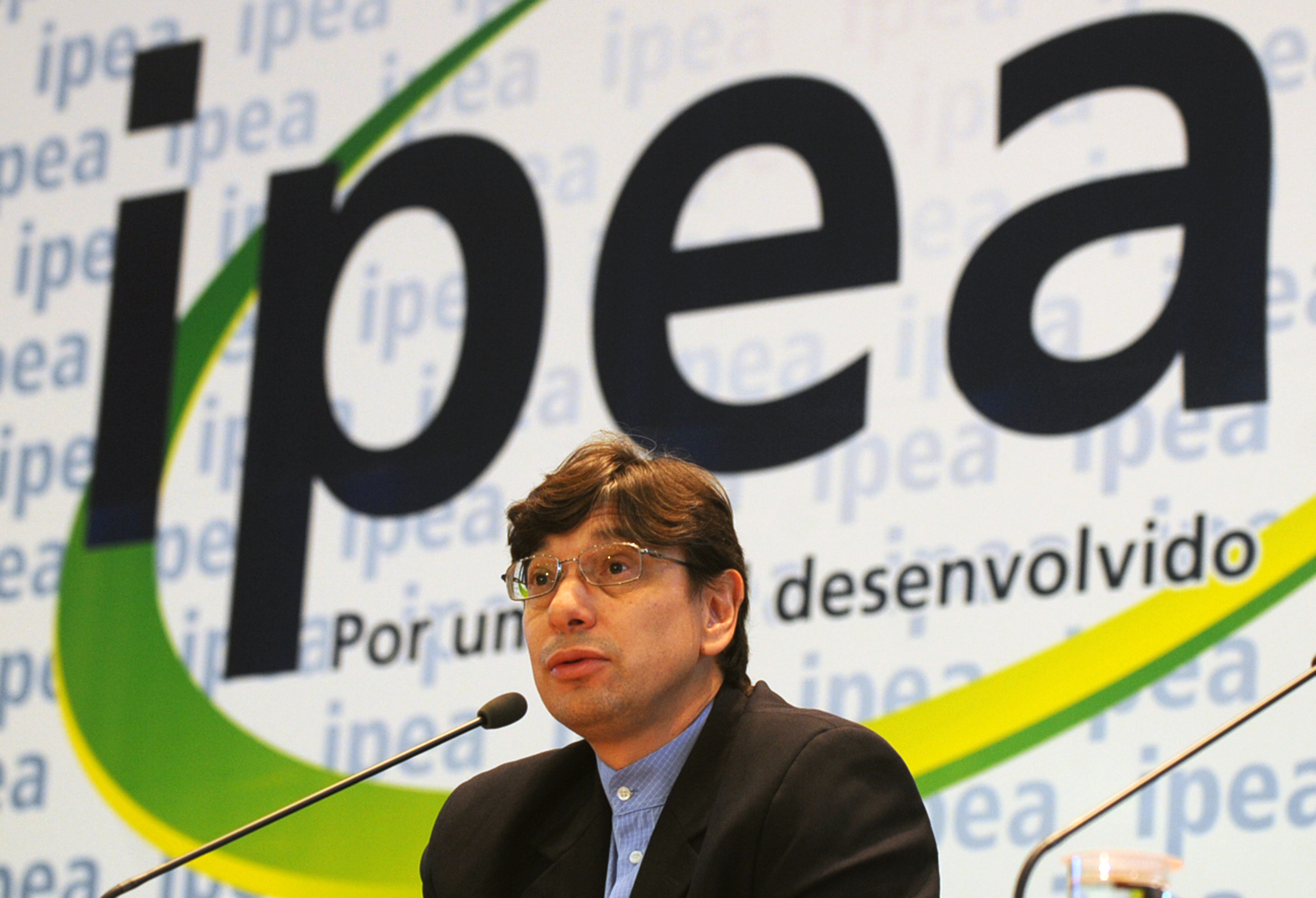
Pochmann em 2010

Em 2001, Pochmann foi designado secretário municipal do Desenvolvimento, Trabalho e Solidariedade da cidade de São Paulo pela prefeita Marta Suplicy. Nesta função, foi responsável pela gestão de programas de inclusão social e geração de empregos.
Em 2007, Pochmann assumiu a presidência do Instituto de Pesquisa Econômica Aplicada (Ipea), após receber convite do ministro Mangabeira Unger. Na época, o Ipea possuía 500 servidores. A escolha de Pochmann para o cargo foi considerada um fortalecimento da ala desenvolvimentista do governo do presidente Luiz Inácio Lula da Silva. Entretanto, sua gestão no instituto foi muito questionada por polêmicas relacionadas ao aparelhamento e alegações de perseguições políticas.
Em 2012, o Diretório Nacional do Partido dos Trabalhadores nomeou Pochmann como presidente da Fundação Perseu Abramo, o think tank do partido. Pochmann exerceu a função durante dois mandatos, sendo substituído por Aloizio Mercadante em 2020.
Em julho de 2023, foi indicado para presidir o Instituto Brasileiro de Geografia e Estatística (IBGE) pelo presidente Luiz Inácio Lula da Silva, o que segundo alguns jornalistas teria causado mal-estar na equipe do Ministério do Planejamento e Orçamento. Em agosto de 2023, com cerimônia na sede do ministério em Brasília, assumiu a presidência do IBGE.
Em novembro, Pochmann disse numa palestra para funcionários que pretendia alterar o modelo de divulgação de pesquisas, não passando por coletivas de imprensa da grande mídia.

## Candidaturas eleitorais
Em 2012, Pochmann deixou a presidência do Ipea para concorrer à prefeitura de Campinas na eleição de outubro. Sua candidatura havia sido incentivada pelo ex-presidente Lula. Dentre as coligações, Pochmann conseguiu os apoios dos partidos, PTC, PRP e PSD, tendo como vice a empresária e presidente da Associação Comercial e Industrial de Campinas (ACIC), Adriana Flosi filiada ao PSD. No primeiro turno, Pochmann recebeu 28,6% dos votos, ante 47,6% de Jonas Donizette, que foi eleito na segunda votação com 57,7% dos votos válidos.

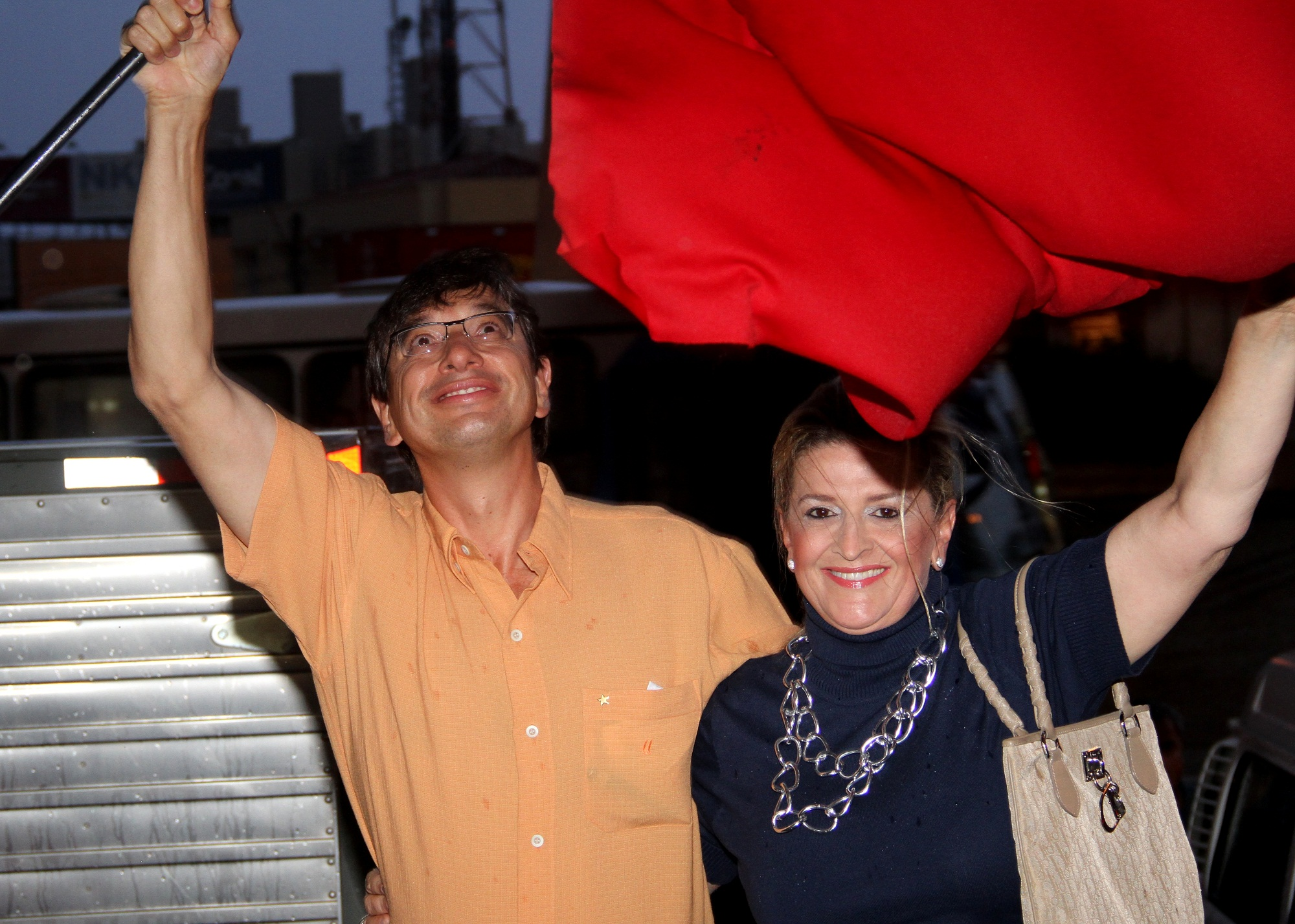
Marcio Pochmann e Adriana Flosi em discurso final na campanha de 2012

Em 2016, Pochmann concorreu novamente a prefeitura campineira, dessa vez sem coligação candidatou-se em chapa pura com a pedagoga Vera Faria não conseguindo fazer coligações, o que deve-se a um momento negativo do PT em 2016,  e obteve 15% dos votos, ocupando o terceiro lugar da disputa, sendo superado por Donizette e Artur Orsi (PSD). Nas eleições estaduais de 2018, concorreu a uma vaga na Câmara dos Deputados. Não obteve votação suficiente para ser eleito, alcançando 53.261 mil votos, ou 0,25% dos votos válidos.

### Desempenho eleitoral
| Ano  | Cargo                          | Votos   | Resultado  | Ref.   |
| ---- | ------------------------------ | ------- | ---------- | ------ |
| 2012 | Prefeito de Campinas           | 231.420 | Não Eleito | [ 38 ] |
| 2016 | Prefeito de Campinas           | 74.434  | Não Eleito | [ 39 ] |
| 2018 | Deputado federal por São Paulo | 53.261  | Não Eleito | [ 40 ] |

## Publicações
Pochmann publicou até 2015 cinquenta livros sobre economia, desenvolvimento e políticas públicas. Em 2002, foi agraciado com o Prêmio Jabuti na categoria "Economia, Administração, Negócios e Direito" com seu livro A Década dos Mitos. Pochmann também recebeu o mesmo prêmio com outros escritores: como colaborador de Latinoamericana – Enciclopédia contemporânea da América Latina e Caribe em 2007 e de Crescimento Econômico e Distribuição de Renda em 2008. Entre seus livros publicados, a Boitempo Editorial destacou: O emprego na globalização (2001), O emprego no desenvolvimento da nação (2008), Margem Esquerda n°15 (2010), Nova classe média? O trabalho na base da pirâmide social brasileira (2012), Margem Esquerda 23: Dossiê: Brasil, que desenvolvimento? (2014), O mito da grande classe média (2014) e Margem Esquerda 29 (2017).

## Distinções

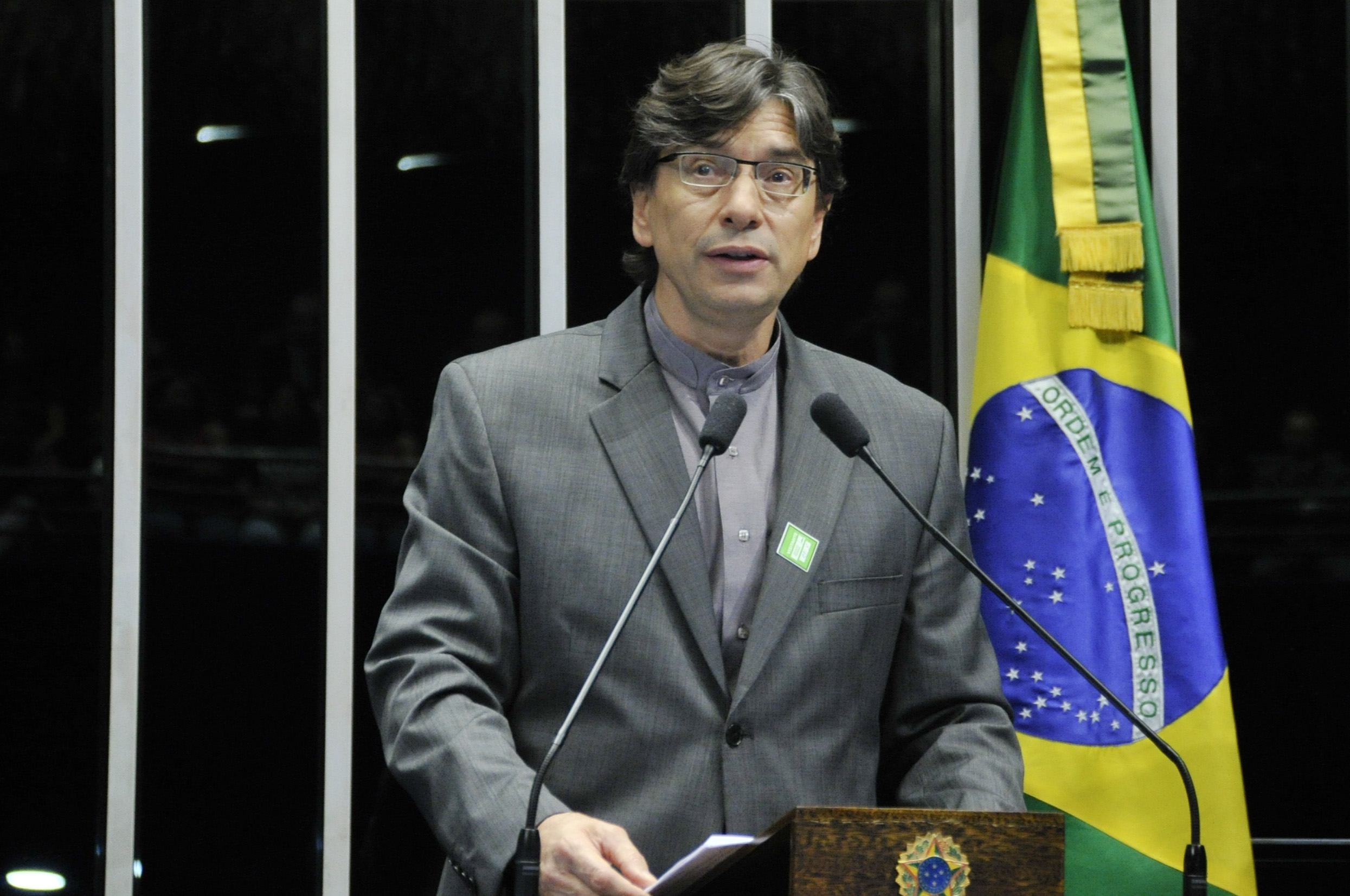
Pochmann discursando na tribuna do Senado Federal, em 2015

Pochmann foi agraciado com as seguintes distinções:
- 2010 - Comendador da Ordem de Rio Branco, pela Presidência da República;[44]

- 2008 - Prêmio Jabuti (50.º Prêmio Jabuti), área de Economia, Administração e Negócios, pelo livro Crescimento Econômico e Distribuição de Renda (em conjunto);[5]

- 2007 - Prêmio Jabuti (49.º Prêmio Jabuti), área Ciências Sociais, pela Enciclopédia Contemporânea da América Latina e do Caribe (em conjunto);[42]

- 2007 - Personalidade Econômica do Ano, do Conselho Federal de Economia;[45]

- 2003 - Comendador da Ordem do Mérito Judiciário do Trabalho, do Tribunal Superior do Trabalho;[46]

- 2002 - Prêmio Jabuti (44.º Prêmio Jabuti), área de Economia, Administração e Negócios, pelo livro A Década dos Mitos.[47]